# Clochán
Clochán je suhozidna kamena koliba s kupolastim krovom, koja datira još iz ranog srednjeg vijeka ili ranije.
Većina arheologa smatra, da su ovi objekti bili izgrađeni na jugozapadnoj obali Irske od vremena brončanoga doba. Oni su najčešće okrugle kolibe u obliku košnice, ali su poznate i pravokutne kolibe. Većina stručnjaka smatra, da su pravokutne kolibe nastale kasnije. Neke kolibe nisu u potpunosti izgrađene od kamena, mogu imati i slamnati krov. Zidovi su vrlo debeli, do 1,5 metara. Ponekad je nekoliko takvih koliba spojeno svojim zidovima.
Clocháni se uglavnom nalaze na jugozapadu Irske, npr. u Skellig Michaelu. Mnoge su koristili redovnici sljedbenici sv. Patrika. Clochán je opisan u 7. u zakonu Críth Gablach.